# Petar Musa
Petar Musa (* 4. März 1998 in Zagreb) ist ein kroatischer Fußballspieler. Der Stürmer steht aktuell beim FC Dallas unter Vertrag.

## Karriere
Musa debütierte in der Saison 2015/16 für NK Zagreb in der ersten kroatischen Liga und bestritt für seinen Jugendverein sechs Spiele sowie 10 Spiele in der darauffolgenden Saison in der zweiten kroatischen Liga. Im Sommer 2017 folgte zunächst ein Transfer zu Inter Zaprešić, den er aber nach nur elf Tage wiederum in Richtung des tschechischen Erstligisten Slavia Prag verließ.
Seine Zeit beim tschechischen Erstligisten ist zunächst allen voran durch diverse Leihgeschäfte gekennzeichnet. Zunächst einmal wurde er für die Saison 2017/18 an Viktoria Zizkov in die 2. tschechische Liga verliehen, wo er regelmäßig Spielpraxis sammeln konnte. Aufgrund der beiderseitigen Zufriedenheit mit dem Leihgeschäft wurde dieses im Sommer drauf für die nächste Saison erneuert. Allerdings wurde diese Leihe in der Winterpause aufgelöst, um Musa in die erste tschechische Liga zu Slovan Liberec zu verleihen und ihm somit Spielpraxis auf höherem Niveau zu ermöglichen. In der Saison 2019/20 erzielte er zunächst für Slovan und nach Leihende für Slavia 14 Tore und wurde zusammen mit Libor Kozak Torschützenkönig. Neben dieser individuellen Auszeichnung gewann er mit Slavia auch die tschechische Meisterschaft.
Am 1. Februar 2021 schloss er sich dem Bundesligisten 1. FC Union Berlin auf Leihbasis bis zum Saisonende für eine Leihgebühr von 200.000 Euro an. Nach einer Ausleihe bei Boavista Porto wechselte er 2022 zu Benfica Lissabon. Für Benfica absolvierte er in den folgenden eineinhalb Jahren 66 Pflichtspiele und erzielte dabei 17 Tore. Außerdem gewann er mit den Portugiesen die Meisterschaft und den Superpokal.
Anfang Februar 2024 wechselte er in die USA zum FC Dallas.

## Erfolge
Slavia Prag
- Tschechischer Meister: 2019/20

Benfica Lissabon
- Portugiesischer Meister: 2022/23
- Portugiesischer Superpokalsieger: 2023

Auszeichnungen
- Torschützenkönig der Fortuna Liga 2019/20 (14 Tore)